# Mitchell County (Kansas)
Mitchell County ist ein County im Bundesstaat Kansas der Vereinigten Staaten. Der Verwaltungssitz (County Seat) ist Beloit. Das U.S. Census Bureau hat bei der Volkszählung 2020 eine Einwohnerzahl von 5796 ermittelt.

## Geographie
Das County liegt im Norden von Kansas, ist etwa 45 km entfernt von Nebraska und hat eine Fläche von 1861 Quadratkilometern, wovon 49 Quadratkilometer Wasserfläche sind. Es grenzt im Uhrzeigersinn an folgende Countys: Jewell County, Cloud County, Ottawa County, Lincoln County und Osborne County. Das County deckt eine Fläche von 1.862.600 km² ab.

## Geschichte
Mitchell County wurde am 26. Februar 1867 gebildet. Benannt wurde es nach William D. Mitchell, einem Offizier während des Amerikanischen Bürgerkriegs.
13 Bauwerke und Stätten des Countys sind im National Register of Historic Places eingetragen (Stand 30. August 2017).

## Demografische Daten

Alterspyramide des Mitchell Countys (Stand: 2000)

Nach der Volkszählung im Jahr 2000 lebten im Mitchell County 6932 Menschen in 2850 Haushalten und 1863 Familien im Mitchell County. Die Bevölkerungsdichte betrug 4 Einwohner pro Quadratkilometer. Ethnisch betrachtet setzte sich die Bevölkerung zusammen aus 97,61 Prozent Weißen, 0,52 Prozent Afroamerikanern, 0,40 Prozent amerikanischen Ureinwohnern, 0,30 Prozent Asiaten, 0,03 Prozent Bewohnern aus dem pazifischen Inselraum und 0,23 Prozent aus anderen ethnischen Gruppen; 0,91 Prozent stammten von zwei oder mehr Ethnien ab. 0,88 Prozent der Bevölkerung waren spanischer oder lateinamerikanischer Abstammung.
Von den 2850 Haushalten hatten 27,8 Prozent Kinder unter 18 Jahren, die mit ihnen gemeinsam lebten. 57,3 Prozent waren verheiratete, zusammenlebende Paare, 5,3 Prozent waren allein erziehende Mütter und 34,6 Prozent waren keine Familien. 31,2 Prozent aller Haushalte waren Singlehaushalte und in 16,2 Prozent lebten Menschen mit 65 Jahren oder darüber. Die Durchschnittshaushaltsgröße betrug 2,31 und die durchschnittliche Familiengröße betrug 2,91 Personen.
24,5 Prozent der Bevölkerung waren unter 18 Jahre alt. 8,5 Prozent zwischen 18 und 24 Jahre, 22,5 Prozent zwischen 25 und 44 Jahre, 23,1 Prozent zwischen 45 und 64 Jahre und 21,4 Prozent waren 65 Jahre alt oder älter. Das Durchschnittsalter betrug 41 Jahre. Auf 100 weibliche Personen kamen 97,4 männliche Personen. Auf 100 erwachsene Frauen ab 18 Jahren kamen 97,5 Männer.
Das jährliche Durchschnittseinkommen eines Haushalts betrug 33.385 USD, das Durchschnittseinkommen einer Familie betrug 41.899 USD. Männer hatten ein Durchschnittseinkommen von 26.478 USD, Frauen 20.220 USD. Das Prokopfeinkommen betrug 17.653 USD.
6,5 Prozent der Familien und 9,5 Prozent der Bevölkerung lebten unterhalb der Armutsgrenze.

## Orte im County
- Asherville
- Beloit
- Cawker City
- Gilbert
- Glen Elder
- Hunter
- Scottsville
- Simpson
- Solomon Rapids
- Tipton
- Victor

Townships
- Asherville Township
- Beloit Township
- Bloomfield Township
- Blue Hill Township
- Carr Creek Township
- Cawker Township
- Center Township
- Custer Township
- Eureka Township
- Glen Elder Township
- Hayes Township
- Logan Township
- Lulu Township
- Pittsburg Township
- Plum Creek Township
- Round Springs Township
- Salt Creek Township
- Solomon Rapids Township
- Turkey Creek Township
- Walnut Creek Township